# Pedro Flores (compositor)
Pedro Flores Córdova (Naguabo, 9 de marzo de 1894 – San Juan, 13 de julio de 1979) fue un compositor de boleros de Puerto Rico.

## Infancia y adolescencia
Nació el 9 de marzo de 1894 en Naguabo, Puerto Rico, en el seno de una familia muy humilde y numerosa. Al morir su padre tenía nueve años y tuvo que empezar a trabajar desde muy joven; a los 16 años realizó un curso especial en la Universidad de Puerto Rico para obtener su título de profesor. Durante cinco años estuvo enseñando y realizando  otros trabajos. En 1918 fue llamado a servir en el ejército de los Estados Unidos, donde sirvió durante ocho años.

## Su carrera como compositor
En 1926 se instaló en Nueva York, donde conoció al compositor Rafael Hernández, con el que entabló gran amistad. Aunque Flores no disponía de formación musical reglada, estuvo colaborando con él y su grupo, el Trío Borinquen. En 1930 formó su propio grupo: Cuarteto Flores, que disponía de ritmos más rápidos y pasó a ser un sexteto y luego una orquesta; sin embargo, tuvo problemas con la discográfica del grupo y decidió abandonarlo. En su grupo participaron músicos como: Pedro Ortiz Dávila, conocido como Davilita y que solía ser el cantante principal, Pedro Marcano, Ramón Quirós, Cándido Vicenty, Plácido Acevedo, Diosa Costelo, Panchito Riset, Johnny Rodríguez, Antonio Machín, etcétera 
Se trasladó a México, después a Cuba y en alguna ocasión regresó a Nueva York para reorganizar su grupo, con la colaboración de Daniel Santos, Los Panchos,La Sonora Boricua La Sonora Matancera, Myrta Silva, en su agrupación Cuarteto de Pedro Flores con Yayo Flores, Clarisa Perea, Moncho Usera, Doroteo Santiago y Chencho Moraza, con los que realizó importantes giras por el continente americano. En 1967 regresó a Puerto Rico y continúo componiendo canciones. En 1973 recibió un reconocimiento a su trabajo musical por el Senado de Puerto Rico, falleció el 13 de julio de 1979 y fue enterrado en el Cementerio Santa María Magdalena de Pazzis.

## Su obra
Sus dos primeras canciones, compuestas en 1926, se llamaban Toma jabón pa’ que te laves y El jilguero. Sus canciones eran muy populares y con un lenguaje sencillo. Las más conocidas son: Perdón, Esperanza inútil, Bajo un palmar, Obsesión, ¿Qué te pasa?, ¡Ay, qué bueno!, Borracho, no vale, Sin bandera, Se vende una casita, Venganza, Amor perdido, Despedida, Celos, Linda, Si no eres tú, Qué extraña es la vida, Margie y Querube.
Al final de su vida, mientras convalecía en su casa tras ser dado de alta a causa de múltiples caídas, Don Pedro hizo una confesión que sorprendió a muchos: "Yo no he sido músico nunca, no toco ningún instrumento, no conozco una nota musical. Yo no soy poeta, lo que tengo es obra de Dios. No sé ni porqué he hecho todo esto. Yo creo que Dios me señaló con el dedo y me dijo 'usted va a hacer canciones ahí para que la gente se divierta y ése es el destino de su vida'". Murió el 13 de julio de 1979 y sus restos descansan en el antiguo cementerio Santa María Magdalena de Pazzis en el Viejo San Juan.[cita requerida]
A finales del siglo XX músicos como Danny Rivera, Barrio Boyzz, Marc Anthony, Yolandita Monge, Ednita Nazario, Los Panchos, Carmita Jiménez, Nydia Caro, Manny Manuel, Rubén Blades, Jerry Rivera, Gilberto Santa Rosa y Shakira realizaron versiones de algunas de sus canciones en una producción patrocinada por la institución financiera Banco Popular, la cual fue publicada en formato DVD bajo el nombre "Al compás de un sentimiento" (1996).[cita requerida]